# カーソンシティ (哨戒フリゲート)
カーソンシティ (USS Carson City, PF-50) は、アメリカ海軍の哨戒フリゲート。タコマ級フリゲートの1隻。艦名はネバダ州カーソンシティに因む。

## 艦歴
カーソンシティは海事委任契約の下1943年9月28日にカリフォルニア州ウィルミントンのコンソリデーテッド・スチール社で起工した。4月15日まではPG-150と称した。1943年11月13日にC・B・オースティン夫人によって命名、進水、1944年3月24日に艦長H・B・ロバーツ沿岸警備隊中佐の指揮下就役した。
カーソンシティは1944年7月19日にロサンゼルスを出航し、エスピリトゥサント島とミルン湾に向かう。8月13日に到着し第7艦隊に所属、ニューギニアで哨戒および護衛任務に従事する。9月16日にはモロタイ島への上陸作戦に参加し、続いてレイテ島上陸部隊の補給・輸送船団を護衛した。10月16日にフンボルト湾を出航しレイテ湾に向かい、北部攻撃部隊の支援を行う。10月22日、カーソンシティは上陸地点への支援に向かい、翌日は補給を終えた船団を護衛してフンボルト湾に向かった。
カーソンシティはニューギニアで船団護衛任務を再開、ワクデ島、ビアク島、ヌムフォル島、サンサポア岬、モロタイ島、ミオス・ウォンディで活動し、1944年11月26日にオーバーホールのため真珠湾に向かう。その後アラスカン・シー・フロンティアでの任務を命じられ、1945年1月12日にダッチハーバーに到着した。
カーソンシティは8月29日にレンドリース法に基づき、アラスカ州コールド・ベイでソ連海軍に貸与された。ソ連ではEK-20(ロシア語:ЭК-20エーカー・ドヴァーッツァチ)の艦名で太平洋艦隊に9月5日付けで配備された。
1949年10月31日には横須賀でアメリカ海軍に返還され、同地で保管された。1953年4月30日、日米船舶貸与協定に基づき第4回貸与艦として警備隊（後の海上自衛隊）に貸与され、「さくら (PF-10)」 として就役し、横須賀地方隊に編入された。同年8月16日、第1船隊群（後の第1護衛隊群）第1船隊に編入。1954年3月、日米船舶貸与協定に基づき貸与されることとなった米陸軍の運送船「なさみ」、「みほ」引き取りのため回航要員を乗せフィリピンスービック湾に派遣された。1957年9月1日、艦籍番号がPF-290に変更された。1958年4月1日、第2練習隊に編入。1963年12月10日、横須賀地方隊に編入。1966年3月31日、保管船（YAC-16）に区分変更され、1977年3月31日に除籍。同年8月6日にアメリカ海軍に返還された。
カーソンシティは第二次世界大戦の戦功で2個の従軍星章を受章した。